# 吉富駅 (京都府)
吉富駅（よしとみえき）は、京都府南丹市八木町木原ヒジカ坪にある、西日本旅客鉄道（JR西日本）山陰本線の駅である。駅番号はJR-E15。「嵯峨野線」の愛称区間に含まれている。

## 歴史
- 1935年（昭和10年）7月20日：鉄道省山陰本線の八木駅 - 園部駅間に新設開業。京都 - 福知山間の各駅と大阪駅に発着する旅客のみ取扱い[3]。
- 1941年（昭和16年）8月10日：営業休止[2]。
- 1951年（昭和26年）10月1日：営業再開[2]。
- 1987年（昭和62年）4月1日：国鉄分割民営化により、西日本旅客鉄道（JR西日本）の駅となる[2]。
- 1988年（昭和63年）3月13日：路線愛称の制定により、「嵯峨野線」の愛称を使用開始。
- 1989年（平成元年）3月11日：八木駅寄りに200メートル移転し[2]、行き違い設備完成[4]。
- 1998年（平成10年）12月9日：自動改札機を設置し、供用開始[5]。
- 2003年（平成15年）11月1日：ICカード「ICOCA」の利用が可能となる。簡易型自動改札機で対応。
- 2009年（平成21年）3月14日：当駅を含む八木駅 - 園部駅間の複線化が完成。交換設備廃止。
- 2018年（平成30年）3月17日：駅ナンバリングが導入され、使用を開始。

## 駅構造
相対式ホーム2面2線を持つ地上駅。2009年3月に前後の区間が複線化されたことにより、分岐器や絶対信号機を持たない停留所となった。駅舎は地元の郵便局との合築となっており、1番のりばに面している。反対側の2番のりばへは跨線橋で連絡している。
かつては現在地より踏切を挿んだ北側の園部寄りに1面1線の無人駅とホームが延びていた。その当時のホーム有効長は極端に短く、普通列車でも時間帯によっては通過する列車があった。民営化後、行き違い設備を整備するために移転したのが現在の吉富駅のもとになっている。
亀岡駅管理の無人駅である。SMART ICOCAクイックチャージに対応した自動券売機が設置されている。簡易式の自動改札機が設置されている。ICOCA利用可能駅（相互利用可能ICカードはICOCAの項を参照）。

### のりば
| のりば | 路線     | 方向 | 行先             |
| ------ | -------- | ---- | ---------------- |
| 1      | 嵯峨野線 | 上り | 亀岡・京都方面   |
| 2      | 嵯峨野線 | 下り | 園部・福知山方面 |

- 上表の路線名は旅客案内上の名称（愛称）で表記している。
- 2009年3月の複線化までは、駅舎側の1番線を上下本線とした一線スルーで、通過列車及び行違いを行わない停車列車は上下線とも1番線を通っていた。

## 利用状況
2023年度の1日当たりの利用者数は890人。1日の平均乗車人員は以下の通りである。
| 年度   | 1日平均 乗車人員 |
| ------ | ---------------- |
| 1999年 | 137              |
| 2000年 | 123              |
| 2001年 | 129              |
| 2002年 | 142              |
| 2003年 | 200              |
| 2004年 | 181              |
| 2005年 | 203              |
| 2006年 | 326              |
| 2007年 | 414              |
| 2008年 | 386              |
| 2009年 | 389              |
| 2010年 | 468              |
| 2011年 | 574              |
| 2012年 | 595              |
| 2013年 | 482              |
| 2014年 | 529              |
| 2015年 | 538              |
| 2016年 | 507              |
| 2017年 | 551              |
| 2018年 | 540              |
| 2019年 | 500              |
| 2020年 | 405              |
| 2021年 | 425              |
| 2022年 | 425              |

## 駅周辺
- 国道9号
- 京都縦貫自動車道八木西IC
- 吉富郵便局（合築）
- 京都府道451号吉富八木線
- 雪印メグミルク京都工場

### バス路線
- 京阪京都交通
  - 「JR吉富駅」バス停
    - 3系統：JR園部駅西口／JR亀岡駅南口 行
    - 46系統：JR園部駅西口／京都中部総合医療センター 行

## 隣の駅
西日本旅客鉄道（JR西日本）
 嵯峨野線（山陰本線）
■快速・■普通
八木駅 (JR-E14) - 吉富駅 (JR-E15) - 園部駅 (JR-E16)